# Acyrtus artius
Acyrtus artius är en fiskart som beskrevs av Briggs, 1955. Acyrtus artius ingår i släktet Acyrtus och familjen dubbelsugarfiskar. Inga underarter finns listade i Catalogue of Life.